# August Perl
Friedrich Carl August Perl (* 7. November 1837 in Hamburg; † 20. Dezember 1881 ebenda) war Rechtsanwalt und ein führender früher Hamburger Sozialdemokrat und vom Juni 1866 bis Mai 1867 als Nachfolger von Carl Wilhelm Tölcke Präsident des Allgemeinen Deutschen Arbeitervereins (ADAV).

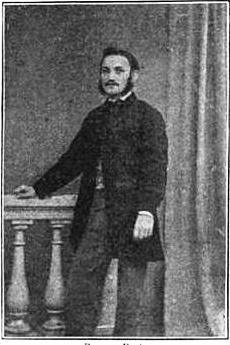
August Perl

## Leben
Perl war Sohn eines Schuhmachers. Er wurde Rechtsanwaltsgehilfe bei Dr. Israel. Später war er Gründer und Rechnungsführer der Volksbank und Buchhalter des Hamburger Konsumvereins. Perl gehörte zu den führenden Köpfen der linken Opposition im Hamburger Arbeiterbildungsverein. Diese Gruppe schloss sich unter seinem Einfluss dem ADAV an. Er wurde Herausgeber der Zeitung Der Nordstern. Die Zeitung diente zunächst der Oppositionsgruppe im Hamburger Arbeiterbildungsverein als Sprachrohr. Später war sie in den ersten Jahren der Partei eine der wichtigsten Organe des ADAV. Perl wurde Mitglied im Vorstand des ADAV und Bevollmächtigter der starken Hamburger Gemeinde des ADAV. August Perl war von Nummer 322 vom 9. September 1865 bis Nummer 243, 1864 „verantwortlicher Verleger“ der Zeitschrift Der Nordstern. Organ der social-demokratischen Partei und des Allgemeinen Deutschen Arbeitervereins.
Nach dem Rücktritt von Carl Wilhelm Tölcke musste ein neuer Präsident des ADAV gewählt werden. Auf dem Leipziger Kongress des ADAV vom 17. Juni 1866 scheiterte Sophie von Hatzfeldt vor allem am Widerstand von Johann Baptist von Schweitzer damit, mit Hugo Hillmann einen ihr genehmen Präsidenten der Partei durchzusetzen. Schweitzer schlug stattdessen erfolgreich August Perl vor. Die eigentliche politische Linie wurde indes von Schweitzer bestimmt. Perl organisierte seit Juli 1866 eine Kampagne für ein demokratisches Wahlrecht im entstehenden Norddeutschen Bund. Zu diesem Zweck wurden verschiedene regionale Arbeitertage abgehalten. Auf der Generalversammlung am 27. Dezember 1866 in Erfurt wurde Perl in dem Amt des Präsidenten bestätigt. Vor den Wahlen zum konstituierenden Reichstag war Perl Kandidat für einen Hamburger Wahlkreis. Im Dezember 1866 auf dem Kongress in Erfurt versuchte die Gräfin Hatzfeldt Perl als Präsident abwählen zu lassen. Dieses misslang ihr erneut. Im Mai 1867 folgte ihm von Schweitzer als Präsident des ADAV. Perl und August Geib als die Anführer des Hamburger ADAV verließen als Folge zu eigenmächtiger Entscheidung Schweitzers 1869 den ADAV, um sich der SAP anzuschließen.

„Soll Herr Perl in Hamburg oder wen sonst wir in Zukunft wählen unser Präsident sein, oder soll die Frau Gräfin von Hatzfeld unsere Präsidentin, das Haupt der deutschen Arbeiterpartei sein?“

Perl zog sich von der Politik ganz zurück. 1870 promovierte Perl in Heidelberg, er wurde zunächst nicht zur Advokatur zugelassen. Von 1871 bis 1872 ließ sich Perl als F. C. A. Perl Dr. d. R. Zollbrücke 5 in die Hamburger Adressbücher eintragen. Perl betrieb zunächst die Winckeladvokatur, bis er am 22. Juli 1872 nach Fürsprache des Polizeiherren immatrikuliert wurde. Perl blieb bis 1881 Advokat. Der letzte Eintrag 1882 lautet: Perl, August Dr. d. R. Rechtsanwalt B. Cto. Volks Rathausstr. 1.